# Echoes of Silence (film)
Pour l’article homonyme, voir Echoes of Silence (album).
Pour plus de détails, voir Fiche technique et Distribution.
Echoes of Silence est un film américain réalisé par Peter Emanuel Goldman et sorti en 1966.

## Fiche technique
- Titre : Echoes of Silence
- Réalisation : Peter Emanuel Goldman
- Scénario : Peter Emanuel Goldman
- Photographie : Peter Emanuel Goldman
- Montage : Peter Emanuel Goldman
- Production : Peter Emanuel Goldman
- Pays d'origine :  États-Unis
- Durée : 76 minutes
- Date de sortie : 1966 (présentation au festival de Pesaro)

## Distribution
- Miguel Chacour
- Viraj Amonsin
- Blanche Zelinka
- Stasia Gelber
- Jean-François Gobbi
- Jacquetta Lampson
- Astrid Spiegel
- Bill Brach
- Ellen Marcus
- John Pope

## Récompense
- 1966 : prix spécial au festival de Pesaro